# Albaner (Pferd)
Der Albaner, auch Mysekaja-Pferd oder Albanisches Pferd genannt, ist ein aus Albanien stammendes Kleinpferd.
Hintergrundinformationen zur Pferdebewertung und -zucht finden sich unter: Exterieur, Interieur und Pferdezucht.

## Exterieur

### Körperbau
Im Allgemeinen ist der Albaner ein orientalisch geprägtes und kompakt gebautes Pferd. Es hat einen Kopf, der orientalischen Einfluss nicht verleugnen kann, mit breiter Stirn, geradem oder leicht konkaven (nach innen gewölbten) Profil, breiter Stirn und lebendigen Augenausdruck. Durch sehr ausgeprägte Ganaschen wird im konventionellen Reitstil die korrekte Stellung und die Einwirkung des Reiters erschwert. Der kurze, dicke Hals ist hoch aufgesetzt, mit einer buschigen Doppelmähne (beidseitig herabhängende Mähne, meist bei Kaltblütern und Ponys anzutreffen) versehen und insbesondere bei Hengsten oft stark verfettet. Die Schulter ist steil gestellt. Der nur schwach ausgeprägte Widerrist geht in einen kurzen und sehr tragfähigen Rücken mit gewölbten Rippen über, welche ein Merkmal für die gute Futterverwertung sind, über. An die muskulöse Lendenpartie schließt sich eine muskulöse, aber sehr stark abschüssige Kruppe an. Das stabile Fundament ist leicht und trocken, aber oftmals stark fehlgestellt und weist schlecht eingeschiente Gelenke auf. Die kleinen Hufe sind extrem hart und abriebfest.

### Stockmaß
Es existieren zwei unterschiedliche Typen, die allerdings stark miteinander verkreuzt sind. Der größere Typ hat ein Stockmaß von 135 bis 140 cm und der kleinere Typ hat eine Widerristhöhe um 130 cm.

### Farbgebung
Der Albaner kommt überwiegend als Brauner oder Dunkelbrauner vor, man findet aber auch Schimmel, Füchse und Rappen. Schecken sind unerwünscht. Weiße Abzeichen sowohl am Kopf als auch an den Gliedmaßen sind häufig vertreten.

## Interieur
Der zähe Albaner ist ein außerordentlich robustes und ausdauerndes Pferd von großer Härte, welches auch bei geringer Futtergabe erstaunliche Leistungen vollbringt. Er hat ein sehr energisches Temperament und einen frommen, gutartigen Charakter. Lobend zu erwähnen ist der große Arbeitseifer dieser Ponys. Das langlebige Albanische Pferd ist außerdem fruchtbar.

## Gangarten
Der Albaner ist sehr trittsicher und hat fördernde Gangarten, weshalb auch die Arbeit im unwegsamen Gelände für Vertreter dieser Rasse kein Problem ist. Albanische Pferde haben zudem meistens natürliche Anlagen zum Pass, der sehr bequem zu sitzen ist.

## Varianten
Der Albaner existiert in zwei verschiedenen Varianten, die allerdings sehr stark miteinander verkreuzt sind. Der größere Typ, auch Mysekaja genannt, den man hauptsächlich in der Ebene findet, ist aufgrund des reichhaltigeren und nahrhaftigen Futterangebots größer, schwerer und frühreifer als der kleinere, leichtere und trockener gebaute Typ, der insgesamt „ponyartiger“ ist.

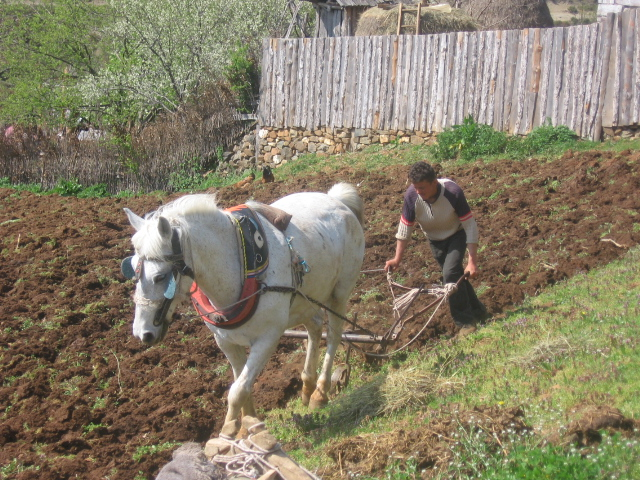
Ein Albanisches Pferd bei der landwirtschaftlichen Arbeit

## Zucht

### Ursprung
Das Albanische Pferd geht wohl vermutlich auf den Waldtarpan zurück, unter Beimischung von turkmenischen, mongolischen und orientalischen Einflüssen. Der Albaner ist zudem mit dem Bosnischen Gebirgspferd verwandt, obgleich Bosnien nicht an Albanien angrenzt, denn zwischen den beiden osteuropäischen Staaten liegt Montenegro. Der Name dieser Ponyrasse verweist auf die Myzeqe-Ebene in Zentralalbanien.

### Geschichte
Seit der Antike wurden in Albanien Pferde genutzt, allerdings nur als Reit- und Packpferde, da die landwirtschaftliche Arbeit damals von Ochsen verrichtet wurde. Erst in der ersten Hälfte des 20. Jahrhunderts änderte sich dies und deshalb wurde große Anstrengungen zur Verbesserung und Förderung dieser Ponyrasse vorgenommen. Mittels eines systematischen Zuchtprogramms und dem Einsatz von Arabischen Vollblut und Nonius (in Bergregionen auch Haflinger) gelang eine Zunahme von Knochenstärke, Stockmaß und Gewicht sowie eine Verbesserung des Fundaments, wodurch die Eignung für landwirtschaftliche Arbeiten verbessert wurde. Im Ersten Balkankrieg (1912–1913) und im Zweiten Weltkrieg (1939–1945) hat die Pferdezucht Albaniens einige Rückschläge verkraften müssen. Von 1947 an wurden erneut Nonius-Hengste aus Ungarn importiert, um der zu diesem Zeitpunkt stark angeschlagene Population wieder aufzuhelfen und Größe und Gewicht erneut zu erhöhen. Danach wurden wieder Arabische Vollblüter eingekreuzt, zum einen zur Auflockerung des Genpools, zum anderen um die Verluste an Ausdauer, Leichtfuttrigkeit und Härte durch die Nonius-Einkreuzungen wettzumachen.
Des Weiteren gab es viele Versuche seitens italienischer Züchter, den Albaner durch Sardo-Araber, Anglo-Araber und Lipizzaner zu verfeinern. Auch der Gebirgstyp sollte durch Haflinger verbessert werden.

### Bestand
Bis zum Ende des Zweiten Weltkriegs gab es in Albanien noch ca. 70.000 Pferde beider Typen. Neuere Bestandserhebungen liegen noch nicht vor.

### Derzeitige Zucht
Momentan wird weiterhin eine Zuchtverbesserung angestrebt; dies wird insbesondere durch die Bereitstellung geeigneter Landbeschäler in sog. Zuchtzentren getan. Wichtigstes Zuchtzentrum ist das Gestüt der Zootechnischen Station in Shkodra.

## Verwendung
Der Albaner wird hauptsächlich in der Landwirtschaft als Trag-, Reit- und leichtes Zugpferd verwendet.